# Laevicephalus austrinus
Laevicephalus austrinus är en insektsart som beskrevs av Delong och Davidson 1935. Laevicephalus austrinus ingår i släktet Laevicephalus och familjen dvärgstritar. Inga underarter finns listade i Catalogue of Life.